# 横須賀市立船越小学校
横須賀市立船越小学校（よこすかしりつ ふなこししょうがっこう）とは神奈川県横須賀市船越町5丁目にある、公立小学校。

## 沿革
- 1887年（明治20年）
  - 4月 - 私立義立学校（浦郷村船越小学校の前身）が開校。
  - 11月19日 - 浦郷村船越小学校が開校。
- 時期不明 - 田浦町船越尋常小学校に改称。
- 1923年（大正12年）4月1日 - 田浦町船越尋常高等小学校に改称。
- 1933年（昭和8年）4月 - 田浦町が横須賀市に編入されたため、横須賀市船越尋常高等小学校に改称。
- 1941年（昭和16年）4月1日 - 国民学校令により、横須賀市船越国民学校に改称。
- 1947年（昭和22年）4月1日 - 学校教育法により、横須賀市立船越小学校に改称。
- 1981年（昭和56年）2月 - 神奈川県健康優良学校として表彰を受ける。

## 通学区域
2015年4月1日現在は船越町、港が丘2丁目である。
また、浦郷町1丁目11、15、31～34番のうち梅田台団地は浦郷小学校の通学区域であるが、本校に通うことができる。

## 進学先中学校
本校の通学区域の全域が横須賀市立田浦中学校に進学できる。
また、公立学校選択制により追浜中学校、鷹取中学校、坂本中学校、池上中学校にも進学できる。

## 交通
- 京浜急行電鉄本線京急田浦駅より徒歩2分
- 京浜急行バス京急田浦駅バス停より徒歩3分以内

## 船越小学校学童見守り隊
児童への凶悪事件が多発したことを背景に、地元有志によって2004年4月12日に設立されたボランティア団体である。
主に、児童の登下校時にパトロール活動を行っている。
2007年10月10日に内閣総理大臣賞を受賞した。